# Râul Viliui
Viliui (rusă Вилюй) este un afluent de pe versantul stâng al râului Lena, cu lungimea de 2650 km situat în Siberia, Rusia.

## Curs
Viliui are izvorul în Platoul Siberian Central, Asia Centrală, situat la 100 km nord-vest de așezarea „Ekonda” din regiunea Krasnoiarsk. La început râul are cursul spre sud-vest până în  Iakuția, unde își schimbă direcția spre sud-est. Alimentează lacul Viliui, unde primește apele râului Ciona (550 km). Ajuns în regiunea muntoasă își schimbă direcția spre est, traversează „Câmpia Iacută Centrală” unde primește apele afluenților Marha și Tiung, înainte de a se vărsa în Lena care se varsă la rândul lui în Oceanul Arctic.
Inainte de vărsare în Lena, Viliui este foarte bogat în pește pe o lungime de 1343 km, la avale de lacul Viliui este cu ajutorul ecluzelor navigabil, bazinul râului în Iakuția este bogat în zăcăminte de diamant, fier, cărbuni și aur.